# 木下隆利
木下 隆利（きのした たかとし、1952年 - ）は、日本の化学者。専攻は高分子化学。国立大学法人名古屋工業大学理事・学長。

## 人物・経歴
長野県南安曇郡豊科町（現安曇野市）生まれ。1975年名古屋工業大学工学部繊維高分子学科卒業。1977年同大学院工学研究科繊維高分子工学専攻修士課程修了。1984年東京工業大学工学博士。2001年名古屋工業大学教授。2006年名古屋工業大学副学長。2020年名古屋工業大学学長。専門は高分子化学。公益財団法人永井科学技術財団評議員も務めた。

## 受賞・栄典
- 永井科学技術財団学術賞（1983年）[6]
- 繊維学会祖父江記念賞（1983年）[6]
- 繊維学会賞（1999）[6]
- 日本化学会BCSJ賞（1999）[6]